# Dugarsürenguiin Oyuunbold
Dugarsürenguiin Oyuunbold (Sujbaatar, Mongolia, 25 de diciembre de 1957-2002) fue un deportista mongol especialista en lucha libre olímpica donde llegó a ser medallista de bronce olímpico en Moscú 1980.

## Carrera deportiva
En los Juegos Olímpicos de 1980 celebrados en Moscú ganó la medalla de bronce en lucha libre olímpica de pesos de hasta 57 kg, tras el luchador soviético Sergei Beloglazov (oro) y el norcoreano Li Ho-Pyong (plata).